# Copa de Cabo Verde
La Copa de Cabo Verde (oficialmente Taça Nacional de Cabo Verde) es el segundo torneo de fútbol a nivel de clubes más importante de Cabo Verde, se disputa desde 2007 y es organizada por la Federación caboverdiana de fútbol.

## Formato
Se juega bajo un sistema de eliminación directa y juegan los campeones de cada una de las copas regionales disputadas en el país.
El campeón tiene como premio el formar parte en la Copa Confederación de la CAF.

## Finales
| Temporada | Campeón                 | Resultado     | Finalista               | Sede                                      |
| --------- | ----------------------- | ------------- | ----------------------- | ----------------------------------------- |
| 1982      | CS Mindelense           |               | Sport Clube Morabeza    |                                           |
| 2007      | Académica da Praia      | 3-1           | Académica do Sal        | Estadio de Várzea, Praia                  |
| 2009      | FC Boavista             | 1-0           | Académico do Aeroporto  |                                           |
| 2010      | FC Boavista             | En fase final | En fase final           | En fase final                             |
| 2012      | Onze Unidos             | 2-1           | Académica do Porto Novo |                                           |
| 2018      | Sporting Clube da Praia | 2-1           | SC Santa Maria          | Estadion Nacional, Praia                  |
| 2019      | Santo Crucifixo         | 2-1           | GD Palmeira             | Estadion Nacional, Praia                  |
| 2022      | CD Travadores           | 5-1           | ASC Figueirense         | Estadio Municipal 25 de Julho, Santa Cruz |
| 2023      | Académica do Mindelo    | 1-0           | Barreirense             | Estadio Adérito Sena, Mindelo             |
| 2024      | CS Mindelense           | 2-1           | GD Palmeira             | Estadio Marcelo Leitão, Espargos          |

## Títulos por club
| Club                    | Campeón | 2° | Años campeón |
| ----------------------- | ------- | -- | ------------ |
| FC Boavista             | 2       | -  | 2009, 2010   |
| Académica da Praia      | 1       | -  | 2007         |
| Onze Unidos             | 1       | -  | 2012         |
| Sporting Clube da Praia | 1       | -  | 2018         |
| Académica do Sal        | -       | 1  | -----        |
| Académico do Aeroporto  | -       | 1  | -----        |
| Académica do Porto Novo | -       | 1  | -----        |
| SC Santa Maria          | -       | 1  | -----        |